# Варламов, Иван Алексеевич
Ива́н Алексе́евич Варла́мов (23 октября 1937, Хуторок, Краснодарский край, СССР — 18 августа 2020, Москва, Россия) — советский футболист, выступавший на позиции защитника.

## Карьера

### Клубная
С 1960 выступал за «Торпедо» Армавир, провёл 64 матча и забил 1 гол, после чего летом 1962 года перешёл в краснодарский «Спартак», где и доиграл сезон, проведя 18 встреч и став вместе с командой победителем класса «Б» и чемпионом РСФСР. Сезон 1963 года провёл там же (команда в том сезоне поменяла название на «Кубань»), сыграл 34 матча в лиге и 1 встречу провёл в Кубке СССР. Затем перешёл в «Спартак» из Москвы, где играл с 1964 по 1968 год, после чего перешёл в «Политотдел» Ташкентская область, где и доиграл сезон 1968 года.

### В сборной
За сборную СССР сыграл единственный матч 4 ноября 1964 года против Алжира (2:2).

## Достижения
«Спартак» (Краснодар)
- Победитель класса «Б» чемпионата СССР: 1962
- Чемпион РСФСР: 1962

«Спартак» (Москва)
- Обладатель Кубка СССР: 1965